# Caracola (canción)

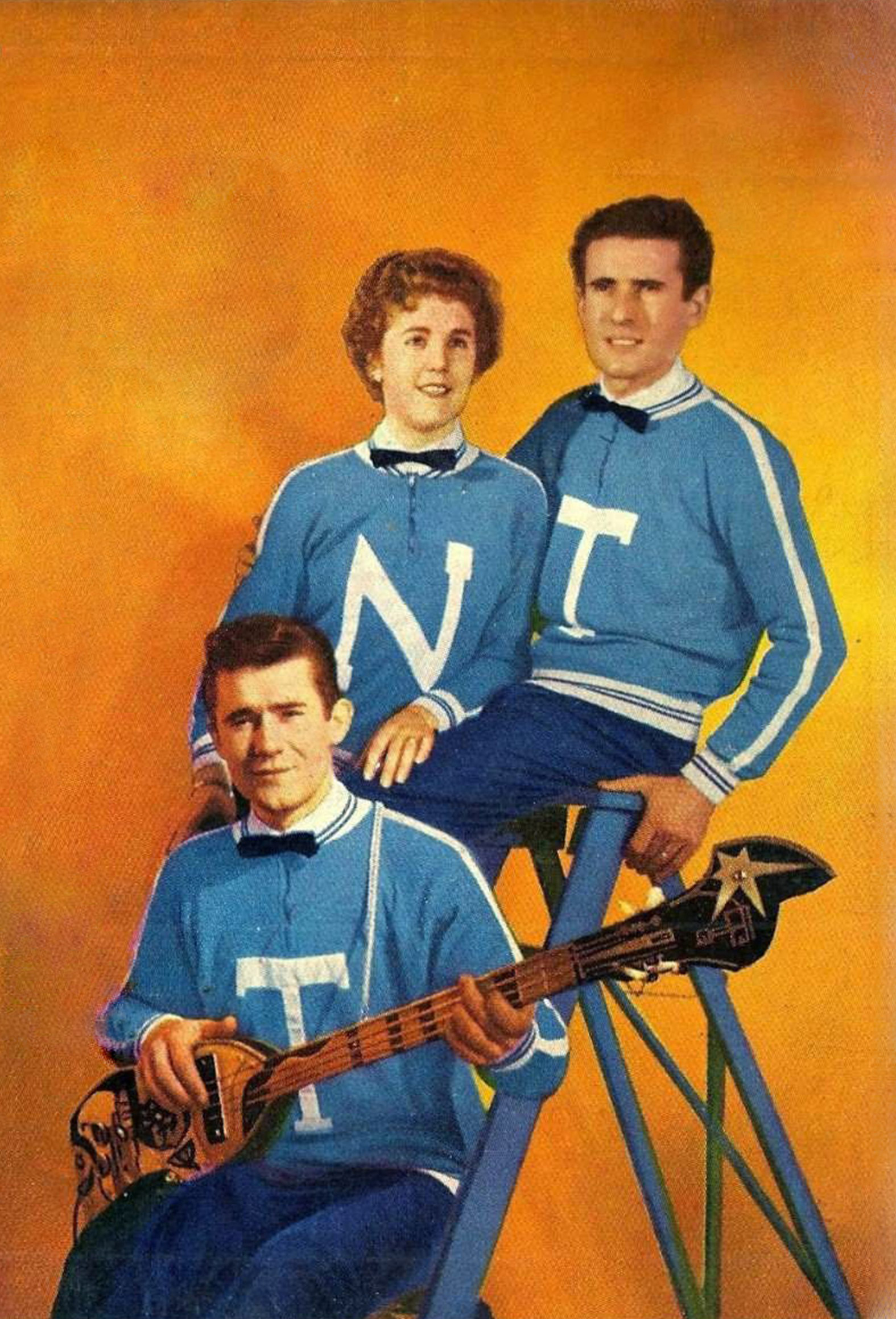
Los TNT, intérpretes de la canción, en 1960.

«Caracola» es una canción compuesta por Fina de Calderón e interpretada en español por Los TNT. Se lanzó como sencillo en 1964 mediante Belter. Fue elegida para representar a España en el Festival de la Canción de Eurovisión de 1964 tras ganar la final nacional española, Gran parada, en 1964.

## Festival de Eurovisión

### Gran parada
Esta canción participó en la final nacional para elegir al representante español del Festival de la Canción de Eurovisión de 1964, celebrada el 18 de febrero de ese año durante el programa Gran parada. La canción fue interpretada por dos intérpretes distintos: primero por el cantante Michel y luego por Teresa María. La audiencia eligió la canción ganadora por correo, y la canción «Caracola» recibió 3 100 puntos, casi cinco veces más que la canción subcampeona.
Tras la victoria de la canción, TVE eligió internamente a Los TNT, que no habían actuado en el programa, para interpretar la canción en Copenhague.

### Festival de la Canción de Eurovisión 1964
Esta canción fue la representación española en el Festival de Eurovisión 1964. La orquesta fue dirigida por Rafael Ibarbia.
La canción fue interpretada 16.ª (última) en la noche del 21 de marzo de 1964 por Los TNT, precedida por Bélgica con Robert Cogoi interpretando «Près de ma rivière». Al final de las votaciones, la canción había recibido 1 punto, y quedó en 12.º puesto de un total de 16.
Fue sucedida como representación española en el Festival de 1965 por Conchita Bautista con «Qué bueno, qué bueno».
Esta canción tiene la distinción de haber sido la primera canción en ser cantada por un grupo de tres o más personas en el festival, y además fue la segunda canción en haber sido interpretada por artistas no europeos; la primera vez fue en esta misma edición con la representante de los Países Bajos Anneke Grönloh, que tenía ascendencia indonesia.

## Formatos
| Disco de vinilo 7"/EP |                          |          |  |
| N.º                   | Título                   | Duración |  |
| 1.                    | «Caracola»               |          |  |
| 2.                    | «Qué pensará mi mamá»    |          |  |
| 3.                    | «Camino de la felicidad» |          |  |
| 4.                    | «No sé ganar»            |          |  |

## Créditos
- Nelly Croatto: voz
- Tim y Tony Croatto: coros
- Fina de Calderón: composición, letra
- Discos Belter: compañía discográfica

Fuente:

## Historial de lanzamiento
| Región | Fecha | Formato                | Discográfica  | Ref.  |
| ------ | ----- | ---------------------- | ------------- | ----- |
| España | 1964  | Disco de vinilo 7", EP | Discos Belter | [ 1 ] |